# Prosthechea aemula
Prosthechea aemula är en orkidéart som först beskrevs av John Lindley, och fick sitt nu gällande namn av Wesley Ervin Higgins. Prosthechea aemula ingår i släktet Prosthechea och familjen orkidéer. Inga underarter finns listade i Catalogue of Life.